# Universum (Fernsehserie)

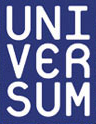
„Universum“-Logo

Universum ist die wöchentliche Dokumentationsschiene des ORF. Die erste Universum-Sendung (Das erste Paradies 1) wurde am 29. September 1987 ausgestrahlt, seither läuft die Sendung dienstags um 20.15 Uhr in ORF 2. Aufgrund des Erfolgs der Sendereihe wird seit Donnerstag, dem 5. März 1998 (457. Sendung – Naturgewalten) auch jeweils am Donnerstag um 21.05 Uhr (eher selten um 20.15 Uhr) eine Sendung ausgestrahlt.
Seit 11. Jänner 2013 sendet der ORF als Spin-off jeweils freitags nach der ZIB 2 in ORF 2 Universum History. Es handelt sich dabei um Einzelfilme und Miniserien als Eigen- bzw. Koproduktionen, teilweise aber auch um Übernahmen von Fremdproduktionen. Als Logo kommt das Universum-Logo, erweitert um den Schriftzug „HISTORY“ unter dem Logo-Kasten zur Anwendung.

## Inhaltliches Profil
Universum beschäftigt sich seit Beginn der 1990er-Jahre unter dem Hauptabteilungsleiter Alfred Payrleitner und dem Sendungsverantwortlichen Walter Köhler mit den vielfältigsten Bereichen der Natur und mit historischen Themen. In den Dienstag-Sendungen liegt das Hauptaugenmerk auf Dokumentationen über die Flora und Fauna. Jeden Freitag zeigt nun Universum-History die großen Erzählungen der Menschheitsgeschichte. Liebe, Macht und Tod – die ältesten Motive der Menschheit werden dabei mit Hilfe modernster Filmtechniken umgesetzt.
Die Anfangsmelodie der Sendung ist aus dem dritten Satz von Igor Strawinskys Jeu de Cartes ‚Das Kartenspiel‘, entlehnt. Als Sprecher fungierte seit Beginn der Dienstag-Serie über Jahre hinweg Franz Robert Wagner, später die Schauspieler Otto Clemens, Cornelius Obonya, Gregor Seberg, Peter Faerber, Peter Simonischek, Peter Matić und Mercedes Echerer. Zu den erfolgreichsten Autoren der Reihe zählen Michael Schlamberger, Alfred Vendl, Steve Nicholls, Manfred Christ, Harald Pokieser, Klaus Feichtenberger, Heinz Leger, Kurt Mündl und Georg Riha.
Gleichlaufend mit der Fernsehserie erscheint die Zeitschrift Universum mit einer Auflage von 55.000 Exemplaren zehnmal im Jahr.

## Auszeichnungen
- 2003 Manfred Christ und Harald Pokieser Hans-Kronberger-Umweltjournalistenpreis
- 2006 erhielten Manfred Christ und Harald Pokieser mit der satirischen Dokumentation The Wild and the West als erste Österreicher einen der „Oscars“ des internationalen Naturfilms: den Panda-Award für „Innovation“ des britischen Wildscreen Festivals.
- 2008 wurde der Beitrag Das Genie der Natur bei der Verleihung der „News and Documentary-Emmys“ mit einem Emmy für die Beste Kamera ausgezeichnet.[2]
- 2010 erhielten Jörg Daniel Hissen und Heinz Leger mit der Dokumentation Mount St. Helens – Der Vulkan lebt beim „U.S. International Film & Video Festival“ den „Gold Camera Award“.[3]